# Aliiolani Hale
Az Aliiolani Hale (Aliʻiōlani Hale) Honolulu (Hawaii, Amerikai Egyesült Államok) belvárosában elhelyezkedő épület, mely jelenleg Hawaii Állam Legfelsőbb Bíróságának ad otthont. Korábban a Hawaii Királyság, majd a Hawaii Köztársaság székhelye is volt.

## Története
Az Aliʻiōlani Hale épületét az ausztrál Thomas Rowe tervezte neoreneszánsz stílusban V. Kamehameha Hawaii uralkodó számára. A Hawaii nyelvben az Aliʻiōlani Hale jelentése "Mennyei Királyok Háza". Aliʻiōlani egyúttal V. Kamehameha egyik neve is volt.
Bár az épületet eredetileg királyi palotának tervezték, V. Kamehameha felismerte, hogy a Hawaii kormánynak is szüksége van egy megfelelő épületre, hiszen számos kisebb épületet használtak abban az időben a feladatok ellátására. Ezért a Aliʻiōlani Hale felépítése után a kormányzóság irodái is helyet kaptak benne. Az alapkő letételére 1872. február 19-én került sor, azonban V. Kamehameha nem érhette meg az épület teljes elkészültét; utódja, David Kalākaua király avatta fel. Abban az időben a Hawaii média extravagánsnak találta az épületet és folyamatosan bírálta azt.
A Hawaii Átmeneti Kormány 1893-as, majd a Hawaii Köztársaság 1894-es megalakulását követően az Aliʻiōlani Hale néhány irodáját a ʻIolani Palace-be költöztették, köztük a szigetek törvényhozó testületét is. Ennek következtében az épület a továbbiakban elsősorban törvényszéki funkciókat töltött be. A Hawaii kormány egyre növekvő mérete - különösen miután 1900-ban amerikai fennhatóság alá is került - különösen nagy problémát okozott, ezért 1911-ben renoválták és bővítették az épületet, így biztosítva újabb irodákat a vezetés számára. A teljes  belső terét áttervezték, újjáépítették, ezzel az alaprajza is teljesen megváltozott. Miután eredetileg királyi palota funkciót töltött volna be, irodák számára és a törvényszéki feladatok ellátására nem volt megfelelő a kialakítása, mely ezzel az átalakítással megoldódott.
Az egyre növekvő testületek egyre nagyobb helyet igényeltek, ezért az 1940-es években egy új szárnyat építettek az épülethez. A tervezők törekedtek arra, hogy az új szárny hasonló stílusban épüljön, mint a főépület. A következő évtizedekben azonban egyes funkciókat fokozatosan átköltöztettek Aliʻiōlani Hale-ből más honolului épületekbe.

## Napjainkban
Az épület jelenleg Hawaii Állam Legfelsőbb Bíróságának ad otthont. Ugyanitt látogatható a Jogtörténeti Múzeum is, mely V. Kamehameha nevét viseli (King Kamehameha V. Judiciary History Center), a szigetek legnagyobb jogi könyvtára mellett. A múzeumban multimédiás tárlatvezetéssel követhető végig  Hawaii jogi történelme, és egy egykori eredeti tárgyalóterem is megtekinthető benne, számos kiállítási tárgy mellett.
2005 decemberében a denveri egyetem professzora, Larry Connors feltárta azt az időkapszulát, amelyet V. Kamehameha rejtett el az alapkő letételnél. A feltárás célja az volt, hogy konzerválják az itt elhelyezett emlékeket - fotókat a királyi családról, a hawaii alkotmány egy példányát, Hawaii bélyegeket, Hawaii és külföldi pénzérméket, újságokat, naptárat és könyveket.

## Érdekességek
Az Aliʻiōlani Hale a CBS televíziós csatorna 2010-ben indult amerikai televíziós sorozatában, a Hawaii Five-0 című sorozatban tűnik fel rendszeresen. A forgatókönyv szerint a Five-O csapat irodái és főhadiszállása is az épületben található.

## Fordítás
- Ez a szócikk részben vagy egészben  az   Aliiolani_Hale című angol Wikipédia-szócikk fordításán alapul.  Az eredeti cikk szerkesztőit annak laptörténete sorolja fel. Ez a jelzés csupán a megfogalmazás eredetét és a szerzői jogokat jelzi, nem szolgál a cikkben szereplő információk forrásmegjelöléseként.